# 20 ноября
20 ноября — 324-й день года (325-й в високосные годы) по григорианскому календарю.
До конца года остаётся 41 день.
До 15 октября 1582 года — 20 ноября по юлианскому календарю, с 15 октября 1582 года — 20 ноября по григорианскому календарю.
В XX и XXI веках соответствует 7 ноября по юлианскому календарю.

## Праздники и памятные дни

### Международные
- ООН — День индустриализации Африки.
- ООН — Всемирный день ребёнка.
- ООН — День педиатра.
- День памяти трансгендерных людей.

### Профессиональные
- Россия — День работника транспорта[2].

### Религиозные
Католицизм
 — Память святителя Бернварда, епископа Хильдесхаймского (1022 год);
 — память мученика Эдмунда, короля Англии (870 год).
 Православие
 — Память мучеников Иерона и дружины его (III век);
 — память преподобного Лазаря Галисийского (1053 год);
 — память священномучеников Кирилла (Смирнова), митрополита Казанского, Михаила Адамантова, Александра Ильинского, Александра Курмышского, Михаила Гусева, Александра Крылова, Николая Романовского, Алексия Молчанова, Павла Борисоглебского, Василия Краснова, Павлина Старополева, пресвитеров, Иоанна Мошкова и Вениамина Владимирского, диаконов, мученика Николая Филиппова, мученицы Елисаветы Сидоровой (1937 год);
 — память священномучеников Сергия (Зверева), архиепископа Елецкого, Николая Троицкого, пресвитера и мученика Георгия Юренева (1937 год);
 — память преподобного Зосимы Ворзобомского (около 1550 года);
 — воспоминание обретения мощей преподобного Кирилла Новоезерского (Новгородского) (1649 год);
 — память мученика Феодота Анкирского, корчемника (303 год);
 — память мучеников Меласиппа и Касинии и сына их Антонина (363 год);
 — память мучеников Авкта, Тавриона и Фессалоникии;
 — воспоминание обретения мощей священномученика Константина Голубева, Богородского, пресвитера (1995 год);
 — празднование иконы Божьей Матери, именуемой «Взыграние», Угрешской (1795 год).

### Именины
- Православные[источник не указан 4621 день]: Александр, Алексей, Антонин, Афанасий, Богдан, Валерий, Вениамин, Григорий, Дорофей, Евгений, Елизавета, Епифан, Зосима, Иларион, Кирилл, Лазарь, Максимиан, Михаил, Никандр, Никон, Фёдор, Федот, Федул.

## События

### До XX века
- 284 — Диоклетиан (Гай Аврелий Валерий) становится римским императором.
- 1480 — окончание стояния на Угре — конец татаро-монгольского владычества на Руси.
- 1739 — сражение при Порто-Белло.
- 1773 — завершились трёхдневные бои у деревни Юзеевой, в которых правительственные войска потерпели крупнейшее поражение в начавшейся Крестьянской войне 1773—1775 годов.
- 1820 — китобойное судно «Эссекс» протаранено гигантским китом.

### XX век
- 1910 — начало Мексиканской революции.
- 1917
  - Первая мировая война: начало битвы при Камбре.
  - Провозглашена Украинская Народная Республика.
- 1935 — лётчик-испытатель Пётр Стефановский в рамках проекта «Звено» впервые в мире поднял в воздух тяжёлый бомбардировщик ТБ-3 с пятью закреплёнными на нём истребителями.
- 1936 — в Аликанте расстрелян Хосе Антонио Примо де Ривера.
- 1940 — Вторая мировая война: Венгрия присоединилась к Тройственному пакту.
- 1943
  - Вторая мировая война: начало битвы за атолл Макин.
  - Вторая мировая война: началась битва за Тараву.
- 1945 — во Дворце правосудия начался Нюрнбергский процесс.
- 1947 — принцесса Елизавета вышла замуж за лейтенанта Филиппа Маунтбеттена, который стал герцогом Эдинбургским.
- 1962 — окончание Карибского кризиса.
- 1969 — группой индейцев начался захват Алькатраса.
- 1976 — премьера фильма «Рокки» в Нью-Йорке.
- 1979
  - Впервые больному переливается искусственная кровь.
  - Теракт в Мекке и захват заложников.
- 1985
  - Выпущена Microsoft Windows 1.0.
  - Запущен первый участок Горьковского метрополитена.
- 1990 — арестован серийный убийца Андрей Чикатило.
- 1991 — катастрофа Ми-8 близ села Каракенд в Нагорном Карабахе.
- 1993 — На «1-м канале Останкино» вышел в эфир первый выпуск выхода кулинарно-развлекательная программа «Смак».
- 1998 — осуществлён пуск первого модуля Международной космической станции (модуль «Заря»).

### XXI век
- 2003 — террористический акт в центре Стамбула.
- 2004 — с космодрома на мысе Канаверал с помощью ракеты-носителя «Дельта-2» запущена орбитальная обсерватория «Swift».
- 2008 — парламент Швеции ратифицировал Лиссабонский договор.
- 2010 — в Лиссабоне завершился саммит НАТО, последний, на который была приглашена Россия.
- 2015 — захват заложников в Бамако.
- 2022
  - В Катаре начался чемпионат мира по футболу.
  - Внеочередные президентские выборы в Казахстане.
- 2024 — испанский теннисист Рафаэль Надаль завершил карьеру

## Родились

### До XIX века
- 270 — Максимин II (ум. 313), римский император (305—313).
- 1480 — Фернан Магеллан (ум. 1521), португальский и испанский мореплаватель и исследователь, человек, организовавший первое кругосветное плавание.
- 1602 — Отто фон Герике (ум. 1686), немецкий физик, инженер и философ.
- 1761 — Пий VIII (в миру Франческо Саверио, граф Кастильони; ум. 1830), 253-й папа римский (1829—1830).
- 1762 — Пьер Андре Латрей (ум. 1833), французский энтомолог.
- 1782 — Георг Якоб Иоганн ван Ос (ум. 1861), нидерландский художник.

### XIX век
- 1803 — Евфимий Путятин (ум. 1883), русский адмирал, государственный деятель и дипломат.
- 1841 — сэр Уилфрид Лорье (ум. 1919), премьер-министр Канады (1896—1911).
- 1847 — Михаил Акимов (ум. 1914), российский государственный деятель, председатель Госсовета (1907—1914).
- 1858 — Сельма Лагерлёф (ум. 1940), шведская писательница, первая женщина — лауреат Нобелевской премии по литературе (1909).
- 1859 — Сергей Волнухин (ум. 1921), русский скульптор, академик Императорской академии художеств.
- 1869 — Зинаида Гиппиус (ум. 1945), русская поэтесса, писательница, драматург и литературный критик.
- 1876 — Рудольф Кох (ум. 1934), немецкий шрифтовой дизайнер.
- 1880 — Михаил Климов (ум. 1942), советский актёр театра и кино, народный артист СССР.
- 1882 — Эрнестас Галванаускас (ум. 1967), премьер-министр Литвы (1922—1924).
- 1886 — Карл фон Фриш (ум. 1982), австрийский этолог, лауреат Нобелевской премии по физиологии и медицине (1973).
- 1889 — Эдвин Хаббл (ум. 1953), американский астроном и космолог.
- 1890 — Роберт Армстронг (ум. 1973), американский актёр театра и кино.

### XX век
- 1903 — Александра Данилова (ум. 1997), русская и американская балерина, балетный педагог.
- 1907 — Анри-Жорж Клузо (ум. 1977), французский кинорежиссёр и сценарист, мастер триллера.
- 1909 — Наталья Шпиллер (ум. 1995), оперная певица, педагог, общественный деятель, народная артистка РСФСР.
- 1912 — Николай Абрамчук (ум. 1974), советский военный лётчик, Герой Советского Союза.
- 1916
  - Михаил Дудин (ум. 1993), русский советский поэт, переводчик, журналист, военный корреспондент.
  - Чарльз Осгуд (ум. 1991), американский психолог, разработчик методики семантического дифференциала.
- 1919 — Кирилл Чистов (ум. 2007), советский и российский фольклорист, этнограф.
- 1924 — Юрий Давыдов (ум. 2002), советский и российский писатель, мастер исторической прозы.
- 1925
  - Роберт Фрэнсис Кеннеди (ум. 1968), брат 35-го президента США Джона Кеннеди, сенатор, Генеральный прокурор США.
  - Майя Плисецкая (ум. 2015), прима-балерина Большого театра, балетмейстер, хореограф, актриса, народная артистка СССР.
- 1926 — Наталья Ажикмаа-Рушева (ум. 2015), тувинская советская балерина.
- 1927 — Михаил Ульянов (ум. 2007), российский актёр театра и кино, режиссёр, народный артист СССР.
- 1928
  - Алексей Баталов (ум. 2017), актёр, кинорежиссёр, сценарист, педагог, народный артист СССР.
  - Генрих Сапгир (ум. 1999), советский и российский поэт, прозаик, сценарист, переводчик.
- 1937 — Виктория Токарева, советская и российская писательница, сценарист.
- 1938 — Михаил Аникст, советский и британский иллюстратор, график, театральный художник, заслуженный художник РСФСР.
- 1942 — Джозеф Байден, вице-президент США (2009—2017), 46-й президент США (2021—2025).
- 1946 — Кирилл (в миру Владимир Гундяев), епископ Русской православной церкви, патриарх Московский и всея Руси (с 2009).
- 1947
  - Ренат Ибрагимов (ум. 2022), эстрадный певец, актёр, композитор, кинорежиссёр, народный артист РСФСР.
  - Джо Уолш, американский гитарист, композитор, продюсер.
- 1948
  - Джон Болтон, американский политик и государственный деятель, дипломат.
  - Гуннар Нильссон (ум. 1978), шведский автогонщик, участник чемпионата «Формула-1».
- 1949 — Юха Мието, финский лыжник, олимпийский чемпион в эстафете (1976).
- 1953 — Майкл Кенна, британский фотограф, мастер фотопейзажа.
- 1956 — Бо Дерек (урожд. Мэри Кэтлин Коллинз), американская актриса и фотомодель.
- 1959
  - Сергей Шевкуненко (убит в 1995), советский киноактёр и криминальный авторитет.
  - Шон Янг, американская актриса кино и телевидения.
- 1969
  - Кристиан Гедина, итальянский горнолыжник
  - Вольфганг Штарк, немецкий футбольный арбитр.
- 1973 — Амалия Мордвинова (позднее Амалия Гольданская, Амалия Беляева, Амалия&Амалия), российская актриса театра, кино и дубляжа, теле- и радиоведущая.
- 1974 — Дрю Гинн, австралийский гребец (академическая гребля), трёхкратный олимпийский чемпион
- 1975 — Дэйви Хэвок, американский музыкант, вокалист рок-группы AFI.
- 1976 — Лора Харрис, канадская актриса кино и телевидения, продюсер.
- 1979 — Дмитрий Булыкин, российский футболист.
- 1981 — Юко Кавагути, японская, американская и российская фигуристка, двукратная чемпионка Европы.
- 1986 — Оливер Сайкс, британский музыкант, лид-вокалист металкор-группы Bring Me the Horizon.
- 1988
  - Мари-Лор Брюне, французская биатлонистка, чемпионка мира.
  - Макс Пачиоретти, американский хоккеист.
  - Душан Тадич, сербский футболист.
- 1989 — Сергей Полунин, украинский и российский артист балета, киноактёр.
- 1995
  - Шандор Шаолинь Лю, венгерский шорт-трекист, олимпийский чемпион (2018).
  - Кайл Снайдер, американский борец вольного стиля, олимпийский чемпион (2016), многократный чемпион мира.
  - Тимоти Черуйот, кенийский бегун, чемпион мира.
- 2000 — Конни Талбот, британская певица.

## Скончались

### До XIX века
- 1316 — Иоанн I (р. 1316), король Франции, умерший спустя пять дней после крещения.
- 1678 — Карел Дюжарден (р. 1622), нидерландский художник и гравёр.

### XIX век
- 1815 — Ян Потоцкий (р. 1761), польский писатель-романтик, учёный-археолог, путешественник.
- 1827 — Алексей Титов (р. 1769), русский генерал-майор и композитор.
- 1829 — Жан-Луи Вуаль (р. 1744), французский художник-портретист, работавший в России.
- 1867 — Пётр Клодт (р. 1805), российский скульптор и литейный мастер, представитель позднего классицизма.
- 1894 — Антон Рубинштейн (р. 1829), российский композитор, пианист, дирижёр.
- 1898 — Джон Фаулер (р. 1817), британский железнодорожный инженер, автор проектов ряда мостов и локомотивов.

### XX век
- 1907 — Паула Модерзон-Беккер (р. 1876), немецкая художница-экспрессионистка.
- 1908 — Георгий Вороной (р. 1868), русский математик, член-корреспондент Петербургской АН.
- 1910 — Лев Николаевич Толстой (р. 1828), писатель и философ, классик русской литературы.
- 1918 — убит Евгений Колбасьев (р. 1862), русский учёный, изобретатель, один из основоположников телефонии.
- 1925 — Александра Датская (р. 1844), супруга короля Великобритании Эдуарда VII.
- 1925 — Стефан Жеромский (р. 1864), польский писатель, драматург, публицист.
- 1931 — Дэвид Брюс (р. 1855), английский микробиолог, открывший ряд бактерий и возбудителей болезней.
- 1936
  - погиб Буэнавентура Дуррути (р. 1896), герой Гражданской войны в Испании, анархо-коммунист.
  - расстрелян Хосе Антонио Примо де Ривера (р. 1903), испанский политик, основатель Испанской фаланги.
- 1940 — Роберт Лейн (р. 1882), канадский футболист, олимпийский чемпион (1904).
- 1942 — Чарльз Шухерт (р. 1858), американский геолог, палеонтолог, палеограф, профессор Йельского университета.
- 1945 — Фрэнсис Астон (р. 1877), английский физик и химик, лауреат Нобелевской премии по химии (1922).
- 1947 — Вольфганг Борхерт (р. 1921), немецкий писатель, драматург, поэт.
- 1954 — Клайд Вернон Сессна (р. 1879), американский авиаконструктор и предприниматель.
- 1957 — Мстислав Добужинский (р. 1875), русский и литовский художник, мастер городского пейзажа.
- 1960 — Грета Юнгер[англ.] (р. 1906), немецкая писательница, жена Эрнста Юнгера.
- 1970
  - Сергей Бекасов (р. 1906), советский оперный певец (тенор).
  - Николай Светловидов (р. 1889), русский актёр театра и кино, народный артист СССР.
- 1975 — Франсиско Франко (р. 1892), генералиссимус, каудильо Испании (1939—1975).
- 1976 — Трофим Лысенко (р. 1898), советский агроном и селекционер, один из пропагандистов так называемой мичуринской агробиологии.
- 1978 — Джорджо де Кирико (р. 1888), итальянский художник.
- 1983 — Марсель Далио (р. 1900), французский киноактёр.
- 1986 — Марк Максимов (р. 1918), советский поэт, драматург, публицист, переводчик.
- 1995 — Сергей Гриньков (р. 1967), советский и российский фигурист, двукратный олимпийский чемпион в парном катании.
- 1998
  - Валентин Бережков (р. 1916), советский дипломат и публицист, переводчик В. М. Молотова и И. В. Сталина.
  - убита Галина Старовойтова (р. 1946), советский и российский политик, правозащитница.
- 1999 — Аминторе Фанфани (р. 1908), итальянский политик и государственный деятель.
- 2000 — Вячеслав Котёночкин (р. 1927), советский и российский режиссёр и художник-мультипликатор.

### XXI век
- 2003 — Генрих Габай (р. 1923), советский кинорежиссёр и сценарист.
- 2005 — Лазарь Карелин (наст. фамилия Кац; р. 1920), русский советский писатель, драматург.
- 2006 — Роберт Олтмен (р. 1925), американский кинорежиссёр, сценарист, продюсер.
- 2007 — Ян Дуглас Смит (р. 1919), родезийский политик и государственный деятель.
- 2008
  - Ян Махульский (р. 1928), польский актёр театра и кино, театральный режиссёр, педагог.
  - Борис Фёдоров (р. 1958), российский хозяйственный и государственный деятель, бизнесмен, доктор экономических наук.
- 2009
  - иерей Даниил Сысоев (р. 1974), российский религиозный деятель, священник, миссионер, публицист, богослов.
  - Роман Трахтенберг (наст. фамилия Горбунов; р. 1968), российский шоумен, теле- и радиоведущий, актёр и писатель.
- 2012 — Вильям Грут (р. 1914), шведский пятиборец, олимпийский чемпион (1948).
- 2016 — Константинос Стефанопулос (р. 1926), президент Греции (1995—2005).
- 2018 — Эймунтас Някрошюс (р. 1952), советский и литовский театральный режиссёр.
- 2020
  - Николай Богомолов (р. 1950), советский и российский филолог и литературовед, профессор МГУ.
  - Ириней (р. 1930), архиепископ Печский, митрополит Белградо-Карловацкий и патриарх Сербский, предстоятель Сербской православной церкви (2010—2020).
  - Феофан (р. 1947), митрополит Казанский и Татарстанский (2015—2020).
- 2021 — Валерий Гаркалин (р. 1954), советский и российский актёр театра и кино, театральный педагог, народный артист РФ.

## Приметы
Федот Ледостав.
- Примечено: на Федота ледостав (Федот — лёд на лёд наведёт) и гололёд (Федот — лоб на лёд наведёт)[8].
- Первый снег лёг на сырую землю толстым пластом — будешь с рожью.